# 東オサワ信号場
東オサワ信号場（ひがしオサワしんごうじょう）は、北海道勇払郡むかわ町穂別長和（ほべつおさわ）にある北海道旅客鉄道（JR北海道）石勝線の信号場である。電報略号はカオ。事務管理コードは▲132142。

## 歴史
1966年（昭和41年）に紅葉山線（現在の石勝線新夕張駅 - 占冠駅間）の建設が認可された際に、新登川（しんのぼりかわ）の名称で旅客も扱う停車場として設置が計画されていた。しかし、建設中に進行した沿線の過疎化、自治体との協議を受けて、信号場として開業となった経緯を持つ。

### 年表
- 1981年（昭和56年）10月1日：日本国有鉄道石勝線の開業にともない使用開始[1]。
- 1987年（昭和62年）4月1日：国鉄分割民営化によりJR北海道に継承[1]。
- 1995年（平成7年）度：石勝線・根室線高速化工事に伴い同年度に構内改良[7]。

## 構造
南千歳方から新得方に向かって左手から下り本線、上り本線の2線を有する単線行き違い型信号場。開業時点ではこのほかその間に上下副本線を有した。それぞれの進行方向に安全側線を設け、両方の分岐器をスノーシェルターで覆っている。

## 周辺
穂別ダムの上流に位置し、深い山の中である。
付近には、かつて新登川炭鉱および集落が存在したが1954年に閉鉱。その後も集落は、農業、林業従事者らにより維持されていたが、鉄道が開通する以前に人口は減少していった。

## 隣の駅
北海道旅客鉄道（JR北海道）
■石勝線
新夕張駅 (K20) - （楓信号場） - （オサワ信号場） - （東オサワ信号場） - （清風山信号場） - *（鬼峠信号場） - 占冠駅 (K21)
*打消線は廃止信号場